# Plage Blanche
 (novembre 2016).

Plage Blanche (Playa Blanca) est le nom donné par les navigateurs espagnols à une plage longue de près de 40 km dans le Sud du Maroc, sur l'océan Atlantique. La plage Blanche se situe à 60 km de Guelmim. 
Dans le cadre du plan Azur, une vaste station balnéaire doit y être construite par le groupe égyptien Pickalbatros. Le début des travaux est désormais prévu en 2010-2011, avec la construction de deux hôtels de 1200 chambres et d'un centre de loisirs. Malheureusement, le plan n’y voit pas le jour. 

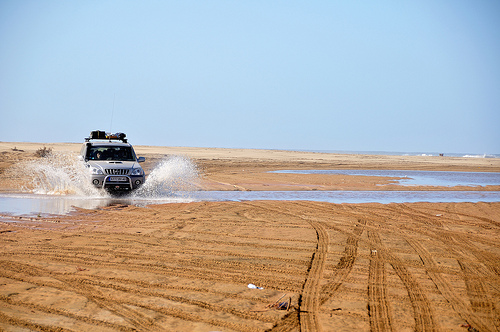
Entrée de la plage Blanche